# Pedersker
Pedersker er en by med 230 indbyggere  (2024) på det sydlige Bornholm, beliggende 8 km sydøst for Aakirkeby, 11 km sydvest for Nexø og 22 km sydøst for Rønne. Byen ligger i Bornholms Regionskommune, der hører til Region Hovedstaden.
Pedersker hører til Pedersker Sogn. Sankt Peders Kirke er sognets kirke og ligger 1½ km sydvest for byen. ½ km vest for kirken ligger Pedersker Kirkemølle. 3 km syd for byen ligger Slusegård, der er et arkæologisk område, hvor Slusegårdbådene fra jernalderen er fundet.

## Faciliteter
Byens folkeskole, der er opført i 1940, er lukket, men en kreds af borgere etablerede Sydbornholms Privatskole, der startede i 2004 med 48 elever. Nu har den 99, men plads til 110. Der undervises på 0.-9. klassetrin i 5 klasser, der hver rummer to årgange. Skolen har SFO og klub op til 6. klasse.
Skolen ligger midt mellem byen og kirken med Pedersker Idrætsforenings boldbaner som nærmeste nabo. Byen har ingen idrætshal, men idrætsforeningen benytter skolens gymnastiksal eller en af Aakirkeby-Hallerne. Svømmeklubben benytter Gudhjem Svømmehal.
Det næsten 100 år gamle forsamlingshus, som mest kaldes Samlingshuset, har en stor og en lille sal med plads til 80 spisende gæster.
Pedersker har en Dagli'Brugs og en bager. Brugsen blev i 2017 kendt, også i Sverige, for sine skæve åbningstider, der var udvidet med 4 minutter.
I 2014 flyttede børn og personale fra Rytmehuset i Pedersker til den nybyggede børneinstitution Trilobitten i Aakirkeby, der har plads til 24 vuggestuebørn i 2 grupper og 68 børnehavebørn i 3 grupper.

## Historie
I 1899 beskrives Pedersker således: "I Sognet St. Peders Kirke, ved Landevejen; i Nærheden Præstegaarden og Skolen; desuden Nordre og Søndre Forskole, et Andelsmejeri („Pedersker“), hvor der bliver Jærnbaneholdeplads, og en Cementfabrik samt flere Møller."

### Stationsbyen
Pedersker fik station på Rønne-Nexø jernbanen (1900-68). Stationen havde læssespor med sporskifte i begge ender, kreaturfold og sidespor til brugsforeningen (1932-55).
På det lave målebordsblad har den lille stationsby fået forsamlingshus og telefoncentral, og der er bygget huse langs hovedgaden. Cementfabrikken, der lå 1 km sydøst for byen, er væk.
Stationsbygningen er bevaret som bolig på Pedersker Hovedgade 51. En sti på ½ km fra Ny Østergade (bag Brugsforeningen) følger banens tracé langs den nordlige del af byen til dens østlige udkant ved indkørslen til gården Klippebo.

## Tidszone
Den østlige udkant af Pedersker – hvor banestien ender – gennemskæres af meridianen 15° Ø, hvis lokaltid bestemmer normaltiden i den centraleuropæiske tidszone (CET). Der står solen altså i stik syd, når klokken er 12 – dog kun når der er normaltid, ikke når der er sommertid.
Ved Slusegård er meridianen 15° Ø markeret 200 m fra Bornholms sydkyst med en sten, der samtidig viser meridianens skæring med den 55. breddegrad, altså et geografisk knudepunkt.